# Las Libres
Las Libres es una organización feminista constituida en México en 2000 con alcance internacional enfocada en garantizar los derechos humanos de las mujeres de México y Estados Unidos con énfasis en desestigmatizar el derecho a la interrupción voluntaria del embarazo. Desde 2022 encabezan la primera red transfronteriza entre México y Estados Unidos de acompañamiento para la interrupción del embarazo.
Esta organización se dio a conocer nacionalmente por haber logrado liberar exitosamente a siete mujeres que al experimentar un aborto espontáneo fueron erróneamente condenadas a prisión por homicidio en grado de parentesco en el estado de Guanajuato.

## Historia
Se conformó el 7 de noviembre de 2000 como reacción ciudadana ante la modificación del código penal de Guanajuato que en agosto del mismo año eliminó la causal de violación para el acceso a la  interrupción legal del embarazo. Parte de su estrategia consistió en tomar el espacio público con manifestaciones que duraron un mes con el objetivo de que la población conociera las implicaciones de esta modificación. Finalmente la ley fue vetada y la causal violación regresó al Código Penal de Guanajuato.
En un principio la organización se centró en garantizar abortos seguros a mujeres y niñas de Guanajuato víctimas de violación, sin embargo identificaron la necesidad de acompañar a las  mujeres que querían interrumpir sus embarazos independientemente del motivo.